# Cecilija Možič
Cecilija Možič, slovenska ekonomistka in političarka, * 29. oktober 1944.
Med 1. marcem 1996 in 31. marcem 1997 je bila državna sekretarka Republike Slovenije na Ministrstvu za finance Republike Slovenije.